# Troglodyte fascié
Campylorhynchus fasciatus
Espèce
Statut de conservation UICN

 LC  : Préoccupation mineure
Le Troglodyte fascié (Campylorhynchus fasciatus) est une espèce de passereaux d'Amérique du Sud appartenant à la famille des Troglodytidae.

## Répartition
On le trouve en Équateur et au Pérou.

Distribution du troglodyte facscié.

## Habitat
Ses habitats naturels sont les forêts subtropicales ou tropicales sèches, les forêts humides subtropicales ou tropicales en plaine, les zones arbustives sèches de montagne et de haute montagne.